# Wspólnota Leśna Uprawnionych Ośmiu Wsi

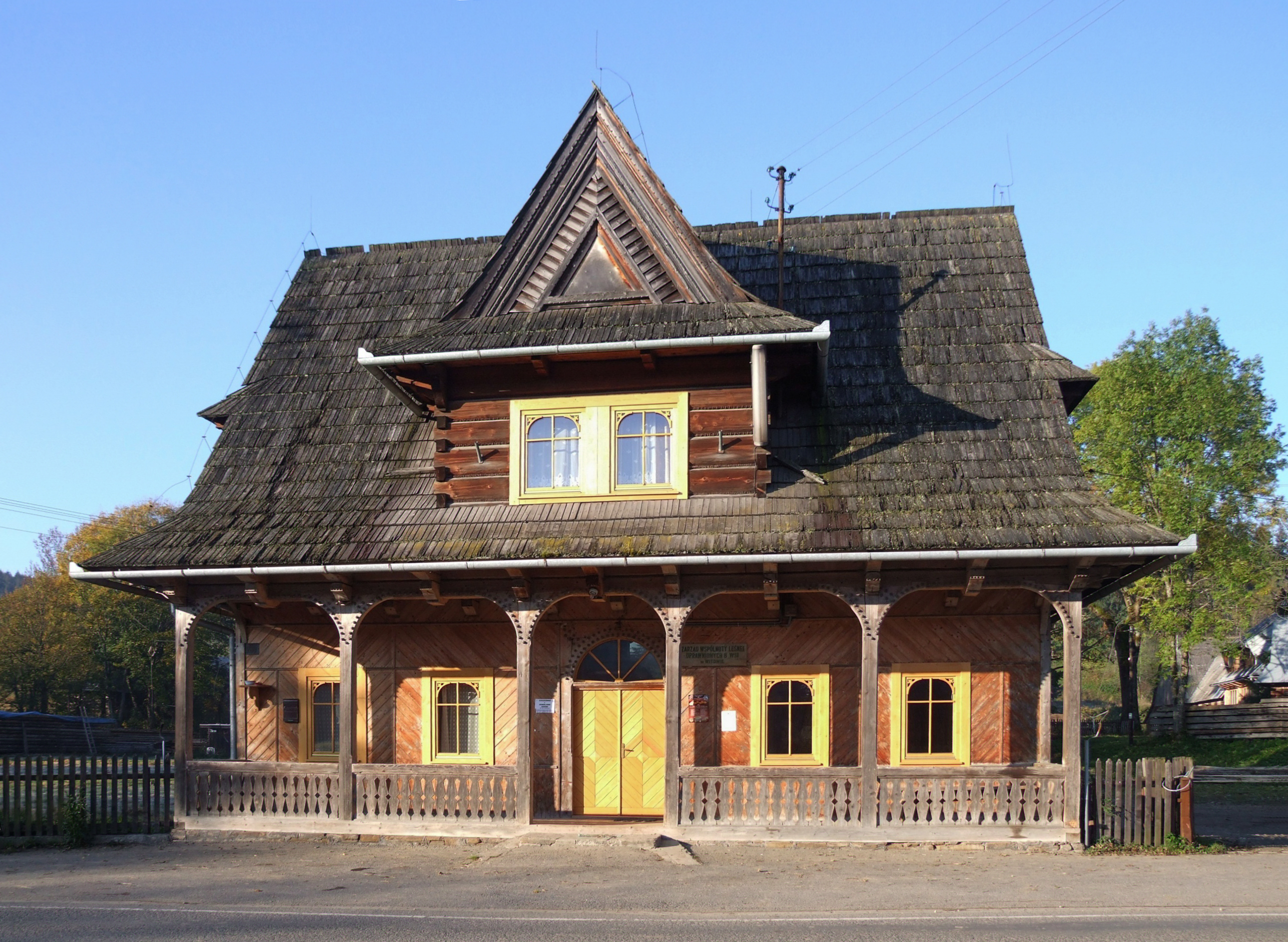
Budynek siedziby wspólnoty w Witowie.

Wspólnota Leśna Uprawnionych Ośmiu Wsi z siedzibą w Witowie – wspólnota gruntowa 8 wsi z okolic Zakopanego, posiadająca grunty w Tatrach. Powierzchnia tych gruntów wynosi 3080 ha, z czego 2230 ha znajduje się w ścisłych granicach Tatrzańskiego Parku Narodowego (TPN), zaś pozostałe 850 ha – poza granicami TPN, w jego otulinie.
Wspólnotę utworzono w 1821 r. i początkowo należało do niej 7 wsi: Ciche, Czarny Dunajec, Chochołów, Dzianisz, Witów, Wróblówka, Podczerwone. Wówczas to górale z tych wsi zebrali pieniądze, by zakupić część nowotarskich własności ziemskich, które przed rozbiorami były dobrami królewskimi. Na swojego przedstawiciela wybrali księdza Józefa Szczurowskiego. Ksiądz zakupił za pieniądze górali te posiadłości, jednak zapisał je na swoje nazwisko. W wyniku późniejszych sprzedaży przeszły one w ręce innych właścicieli. Górale walczyli w sądach o swoje prawa. Procesy sądowe trwały aż do 1867 r. i zakończyły się wygraną górali. Po wyodrębnieniu Koniówki ze wsi Podczerwone ukształtowała się wspólnota ośmiu wsi. Po utworzeniu TPN część ich lasów znajdujących się w Tatrach (ok. 2200 ha) została włączona do obszaru parku i górale znów utracili prawo do gospodarowania swoją własnością. Po raz kolejny podjęli walkę o swoje prawa i w 1983 r. odzyskali prawo do gospodarki leśnej w swoich lasach, jednak pod kontrolą TPN.
Tereny Wspólnoty w Tatrach obejmują większą część Doliny Chochołowskiej i Lejowej (wraz z mniejszymi odgałęzieniami tych dolin). Wspólnota posiada własną administrację leśną, budynki administracyjne i prowadzi wspólną gospodarkę leśną. Zyski górale czerpią z wycinania lasów, wypasania polan, sprzedaży biletów wstępu na Siwej Polanie i w Dolinie Lejowej, a także z infrastruktury turystycznej. Zyskami dzielą się wspólnie, proporcjonalnie do posiadanych udziałów. Dzięki temu, że tatrzańskie polany leżące na terenie Wspólnoty są koszone i wypasane, nie zarastają lasem w takim stopniu, jak dzieje się to – ze szkodą dla przyrody i walorów turystycznych  – na obszarze Tatr należącym do TPN. Wspólnota dąży do całkowitego wyłączenia swojej własności spod nadzoru TPN, co budzi obawy, gdyż według TPN oznaczałoby prawo np. do niekontrolowanego zabudowywania Tatr infrastrukturą turystyczną, narciarską, handlową, wytwórczą, wycinanie lasów itp.